# Eredivisie (vrouwenhandbal) 1985/86
De Eredivisie is de hoogste afdeling van het Nederlandse handbal bij de dames op landelijk niveau. In het seizoen 1985/1986 werd Ookmeer voor de tweede keer landskampioen. AMC/Niloc en Quick '20 degradeerden naar de Eerste divisie.

## Opzet
De twaalf teams spelen in competitieverband tweemaal tegen elkaar. De nummer één mag zich landskampioen van Nederland noemen, de nummers elf en twaalf degraderen naar de eerste divisie.

## Teams
| Club                  | Plaats     | Provincie     | Trainers         | Hal                  |
| --------------------- | ---------- | ------------- | ---------------- | -------------------- |
| Hotelplan/Hellas      | Den Haag   | Zuid-Holland  | René van Mulken  | Duyvensteinhal       |
| Vonk/Mosam            | Maastricht | Limburg       | Huub Coorens     | Sporthal De Geusselt |
| AMC/Niloc             | Amsterdam  | Noord-Holland | Ton van der Beek | Sporthallen Zuid     |
| Ookmeer               | Amsterdam  | Noord-Holland | Leun Straub      | Sporthallen Zuid     |
| PSV                   | Eindhoven  | Noord-Brabant | Aag van Surksum  | Achtse Barrier       |
| Quick '20             | Oldenzaal  | Overijssel    | Louis Smid       | Vondersweyde         |
| Van der Voort/Quintus | Kwintsheul | Zuid-Holland  | Leo van Velzen   | Van der Voorthal     |
| Entius/SEW            | Nibbixwoud | Noord-Holland | Martin Köhler    | 't Span              |
| Swift Arnhem          | Arnhem     | Gelderland    | Henny Loeffen    | Elderveld            |
| Enzico/Swift          | Roermond   | Limburg       | Hub Jöris        | Jo Gerrishal         |
| Herschi/V&L           | Geleen     | Limburg       | Jo Maas          | Glanerbrook          |
| Vlugheid en Kracht    | Groningen  | Groningen     | Erna Balk-Visser | Vinkhuizen           |

## Stand
| Pos | Club                  | Wed | W  | G | V  | Ptn | DV  | DT  | +/−  | Opmerking                      |
| --- | --------------------- | --- | -- | - | -- | --- | --- | --- | ---- | ------------------------------ |
| 1   | Ookmeer               | 22  | 19 | 1 | 2  | 39  | 435 | 319 | +116 | Landskampioen                  |
| 2   | Vonk/Mosam            | 22  | 13 | 4 | 5  | 30  | 320 | 294 | +26  |                                |
| 3   | Hotelplan/Hellas      | 22  | 11 | 5 | 6  | 27  | 354 | 304 | +50  |                                |
| 4   | Entius/SEW            | 22  | 11 | 4 | 7  | 26  | 320 | 326 | -6   |                                |
| 5   | Herschi/V&L           | 22  | 11 | 2 | 9  | 24  | 321 | 294 | +27  |                                |
| 6   | Swift Arnhem          | 22  | 10 | 3 | 9  | 23  | 354 | 311 | +43  |                                |
| 7   | Enzico/Swift          | 22  | 11 | 1 | 10 | 23  | 324 | 327 | -3   |                                |
| 8   | PSV                   | 22  | 9  | 3 | 10 | 21  | 311 | 321 | -10  |                                |
| 9   | Van der Voort/Quintus | 22  | 8  | 3 | 11 | 19  | 301 | 320 | -19  |                                |
| 10  | Vlugheid en Kracht    | 22  | 6  | 3 | 13 | 15  | 315 | 367 | -52  |                                |
| 11  | AMC/Niloc             | 22  | 5  | 2 | 15 | 12  | 269 | 307 | -38  | Degradatie naar eerste divisie |
| 12  | Quick '20             | 22  | 2  | 1 | 19 | 5   | 234 | 368 | -134 | Degradatie naar eerste divisie |